# Новгородцев, Павел Андреевич
Павел Андреевич Новгородцев (1926 года, село Новгородцево, Дзержинский район, Омская область — 11 мая 1997) — передовик производства, машинист экскаватора карьера «Куранах» объединения «Якутзолото» Министерства цветной металлургии, Якутская АССР. Герой Социалистического Труда (1971). Депутат Верховного Совета СССР 9 созыва.

## Биография
Родился в 1926 году в многодетной крестьянской семье в селе Новгородцево Дзержинского района Омской области (сегодня — Крутинский район). В раннем детстве стал сиротой. В 1936 году его взял к себе на амурские прииски старший брат. В 1939 году вместе с братьями переехал в Якутию. Обучался в школе-интернате в Томмоте. В 1941 году окончил семилетнюю школу. Трудовую деятельность начал в 15 лет, устроившись на работу на прииск «Ленинский». На шахте работал откатчиком и забойщиком.
10 августа 1910 года в семье потомственных оленеводов Константина Анисимовича Спиридонова и Матрёны Алексеевны из рода Барах. С раннего возраста воспитывался у богатого родственника. В 1938 году женился на Марине Саввичне Туприной. У них в браке родилось десять детей. В 1941 году вступил в колхоз имени Ворошилова Анабарского района. В 1946 году назначен бригадиром оленеводческой бригады. В 1945 году окончил курсы экскаваторщиков, после чего стал работать машинистом экскаватора. С 1947 года работал на приисках Нижнего Куранаха.
С 1954 года, окончив курсы бульдозеристов, работал в течение шести лет на дражном полигоне комбината «Алданзолото». Был назначен бригадиром бульдозеристов. В 1957 году вступил в КПСС. С 1964 года возглавил экипаж бульдозера ЭКГ-4,6 на карьере «Боковой».
В 1971 году был удостоен звания Героя Социалистического Труда «за большие успехи, достигнутые в выполнении заданий пятилетнего плана и за достижение высоких технико-экономических показателей».
В 1974 году был избран депутатом Верховного Совета СССР 9-го созыва от якутского южного избирательного округа № 423. С 1975 года инструктор экскаваторщиков. Почётный горняк (1968).
Проживал в посёлке городского типа Нижний Куранах Алданского района. Скончался 11 мая 1997 года.

## Награды
- Герой Социалистического Труда — указом Президиума Верховного Совета СССР от 30 марта 1971 года
- Орден Ленина
- Орден Трудового Красного Знамени (1966)
- Медаль «За доблестный труд в Великой Отечественной войне 1941—1945 гг.»
- Почётный горняк СССР (1968)